# Poczobutt (cráter)

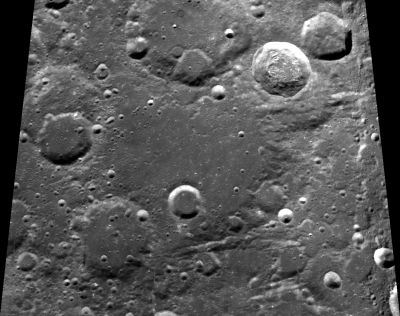
Fotografía de la misión Clementine (1994)

Poczobutt es un gran cráter de impacto perteneciente a la cara oculta de la Luna, justo más allá del terminador noroeste, en un área ocasionalmente visible desde la Tierra debido a los efectos de la libración. Es una formación dañada que está parcialmente cubierta por varios cráteres con nombre. Atravesando el borde de Poczobutt, al norte-noreste se halla el cráter Smoluchowski. Por su parte, el cráter Zsigmondy atraviesa el borde noreste, y Omar Khayyam se encuentra en la parte occidental del interior de Poczobutt.
|  |

Poco del borde exterior de este cráter permanece intacto, y lo que sobrevive se halla muy desgastado y erosionado. El borde exterior forma ahora un anillo irregular de picos, quebrado en varios lugares por pequeños cráteres. La parte más intacta del borde es un pequeño arco en el lado oriental. Igualmente, gran parte del suelo interior es irregular, debido a impactos superpuestos o a sus eyecciones. Sin embargo, se localiza una zona llana en la mitad este, casi carente de rasgos significativos. Esta zona está marcada tan solo por unas cuantas crestas bajas y algunos pequeños cráteres. Otro pequeño cráter, situado en el borde sur de esta llanura, presenta el interior inundado por la lava, y carece de otros rasgos distintivos.
La mayoría de las formaciones de cráteres asociadas con Poczobutt están casi tan erosionadas como el cráter principal. Sin embargo, Poczobutt H, en el borde externo al noreste, tiene un borde afilado, bien definido, algunos aterrazados en la pared interna, y un albedo más alto comparado con el terreno circundante.

## Cráteres satélite
Por convención estos elementos son identificados en los mapas lunares poniendo la letra en el lado del punto medio del cráter que está más cercano a Poczobutt.
|           | \| Poczobutt \| Coordenadas \| Diámetro \| \| --------- \| ------------------------------- \| -------- \| \| J \| 56°36′N 96°48′O / 56.6, -96.8 \| 24 km \| \| R \| 56°00′N 103°30′O / 56.0, -103.5 \| 39 km \| |          |
| Poczobutt | Coordenadas | Diámetro |
| J         | 56°36′N 96°48′O / 56.6, -96.8 | 24 km    |
| R         | 56°00′N 103°30′O / 56.0, -103.5 | 39 km    |